# Oerstof
Met oerstof, oersubstantie of materia prima wordt in de filosofie de ultieme substantie aangeduid waaruit, waarin, en waardoor alles bestaat. Het is dat wat als ondeelbaar overblijft, indien men analytisch en deductief elke bekende substantie gaat opdelen tot in haar kleinste samenstelling. Omgekeerd kan men ook inductief ervan uitgaan dat aan de basis van alles een enkel oergegeven moet liggen. In de mythologie en in de religies wordt eveneens het concept oerstof in verschillende termen genoemd en mee behandeld. En ook de wetenschap is er al lang naar op zoek. In al deze gevallen is wat men zoekt: de eenheid in de verscheidenheid.

## Metafysische zoektocht
Het begrip oerstof is in de eerste plaats het voorwerp van de metafysica, die speculatief op zoek gaat naar wat er zich aan de andere kant van de fysische wereld bevindt, en waaruit dat fysische dan is opgemaakt. In die zin is oerstof niet noodzakelijk 'stof'. Het is een elementair gegeven of hoedanigheid van een geheel andere orde (die men dan op een religieus of metafysisch vlak kan situeren).

### De elementen
Het speculatieve denken over de aard der dingen werd onder meer door de Griekse natuurfilosofie gesystematiseerd. De Griekse natuurfilosofen gingen zich bezinnen op het gedachtegoed dat áchter de inmiddels gedegenereerde religie stak, met haar uiterst complex geworden pantheon. Men was in oost en west reeds vroeger tot het idee gekomen dat er onderliggende, algemene 'elementen' of hoedanigheden aan de basis van de ervaren multipliciteit (meervoudigheid) van deze wereld moesten liggen. Zo was er in de Chinese filosofie het yin en yang principe, en in de Indiase filosofie het gegeven van de drie guna's. Daarnaast hanteerden zowat alle antieke filosofieën, waaronder de reeds genoemde, een verdeling in vier of vijf basiselementen: water, vuur, lucht, aarde, en eventueel een vijfde element, waaruit de vier voorgaande zijn opgebouwd, en waar zij in voorkomen. Dit vijfde element wordt dan de kwintessens genoemd, of de ruimte, of ether,  of (in de Noordse mythologie) de kosmische substantie eitr, en door de Grieken ook gepersonifieerd als de god Aether. Deze elementen waren in feite hoedanigheden of fasen van hetzelfde, de oerstof. Met deze visie kon men vuur bijvoorbeeld een plaats in deze wereld  geven, ook al week het in vorm en eigenschappen sterk af van de solide structuren waaruit deze wereld is opgebouwd.

### Griekse natuurfilosofen
De oudheid van de 7e/5e eeuw v.Chr. is voor de Griekse filosofie de wordingsperiode. De filosofieën uit die periode worden kosmologieën genoemd. Hierbij staat de studie van de kosmos of het universum centraal en meer bepaald de eerste principes die er de grondslag van vormen.
De vertegenwoordigers van de School van Milete, de eersten onder de Griekse natuurfilosofen, stellen dat de oorsprong (ἀρχή, 'archè') van alle zijnden ligt in eenzelfde oerstof, die bezielde materie is. 

Thales van Milete beschouwde het element water als de oerstof. Het is niet duidelijk of hij met 'water' ook letterlijk het water bedoelde zoals dat zich in de fysische wereld voor doet en of hij in feite zocht naar de ultieme stof waaruit de Oeroceaan bestond, die in de mythologieën werd geëvoceerd. Want waarschijnlijker lijkt het, dat het ook hier om een allegorisch beeld ging, waarmee de samenhangende vloeibaarheid (het paradoxale samengaan van stabiliteit en flexibiliteit) aan de basis van het oergegeven werd weerspiegeld. In zijn zorg voor het duiden van de eenheid in de verscheidenheid moest hij kiezen voor het element dat elementair bij uitstek leek, het element der elementen. Dat was voor hem de oerstof. Over zijn theorieën is niets rechtstreeks opgeschreven. We zijn van Aristoteles afhankelijk voor notities van de Griekse Natuurfilosofen en volgens hem redeneerde Thales dat "de aarde op water dreef". De vraag is opnieuw of dit letterlijk genomen moet worden en of het om een beeld gaat om uit te drukken dat de vaste structuur ('aarde') gebaseerd is op de aanwezigheid van een hoogst flexibel veld dat met 'water' wordt vergeleken. Ook in antieke mythologieën is de allegorie van water en een oeroceaan, met haar oceaangod, een gegeven dat aan de oorsprong van de gevormde materie ligt. In ieder geval was het een andere natuurfilosoof, Heraclitus, die de stelling poneerde panta rhei (πάντα ῥεῖ), "alles stroomt; het is allemaal in beweging" en voor hem beantwoordde 'vuur' het best aan de vereisten om als oerstof te worden beschouwd.
Bij Anaximandros werd niet een van de vier traditionele elementen als archè aanzien, maar het apeiron. Hiermee bedoelde hij een onbepaalde, ongedifferentieerde en ongestructureerde oermassa, waaruit vervolgens diverse ordeningen ontstaan zijn tot zich de ordening voordeed die wij de kosmos noemen. Zijn volgeling Anaximenes noemde echter terug de lucht als eerste substantie.
Bij Pythagoras en de Pythagoreërs gaat men de archè van de kosmos niet langer zoeken in de elementen, maar stelt men dat alles in de kosmos te herleiden valt tot getallen.
Later zou ook Democritus dieper ingaan op vooral de fysische eenheid in de kosmos en doordringen tot het 'ondeelbare' element, dat voor hem dan het ἄτομος, het 'atoom' werd en waarvoor hij zelfs een eerste model ontwierp naar analogie met een planetenstelsel.

## Religieus getinte zoektocht

### Christelijk geïnspireerde filosofie
In de klassieke filosofie werd verder gespeculeerd over de oerstof in termen van Het Absolute. Hier is opnieuw de religieuze connotatie niet ver weg. Dit is vooral het geval in de Middeleeuwen waar de westerse filosofie sterk door de religie gemotiveerd wordt. Maar filosofen als Spinoza, Fichte en Hegel voeren er een toenemende subjectieve dimensie in door.
Dat laatste was ook reeds veel eerder gebeurd bij de Indiase denkers en filosofen zoals Shankara, die het brahman als vanouds tot de oerstof benoemen, dat tegelijk de absolute substantie is die aan de basis van de menselijke geest, het atman, ligt.

## Wetenschappelijke zoektocht

### Van alchemie tot detabel van Mendelejev
In het Midden-Oosten werd met Al Koehl niet alleen het fijne zwarte houtskoolpoeder bedoeld dat Arabieren rond de oogleden smeren ter bescherming tegen zon en infectie. In overdrachtelijke zin betekende dit woord ook de allerfijnst denkbare stof als essentie van de dingen. Ons woord voor alcohol is ervan afgeleid. Al Iksir was dan weer de godendrank als fijnste essentie voor hun levenskenmerk. Het was tegelijk dat wat alle metaal tot goud maakt.
Ook in het westen is de wetenschap zich verder gaan toeleggen op de zoektocht naar de oerstof. De alchemie heeft op dat punt baanbrekend werk verricht. In haar zoektocht naar het onveranderlijke goud werden een na een nieuwe 'elementen' ontdekt. En het bleek dat deze atomen uiteindelijk ook allemaal weer splitsbaar waren, in tegenstelling tot wat Democrites ooit had gedacht. Deze vaststelling deed een aantal theoretische fysici besluiten om verder te speculeren over wat nu de feitelijke oerstof dan wel is. En deze zoektocht leidde tot de theorieën waarbij de elementaire natuurkrachten een na een werden verenigd, tot er uiteindelijk nog vier leken over te blijven (de zwakke en sterke bindingskracht, elektromagnetisme en de zwaartekracht). Er zijn ten slotte pogingen ondernomen om ook deze elementaire krachten tot een enkele te verenigen in de zogenaamde Grand Unification Theorie, de GUT. Maar de wiskundige berekeningen die hiervoor als bewijzen moeten dienen worden nog steeds door andere wetenschappers aangevochten.
Astronomische observaties en berekeningen van de kosmos hebben intussen geleid tot de aanvaarding van het begrip donkere materie, die op zich niet waarneembaar is. Maar het bestaan ervan wordt wetenschappelijk gepostuleerd om bepaalde inconsistenties in de Oerknaltheorie te verklaren. Metingen met de WMAP brachten aan het licht dat 23% van de massa van het heelal donkere materie is, dat is veel meer dan de 'gewone' zichtbare materie. Niemand weet wat die "donkere materie" is.

### Theoretische fysica en kwantummechanica
In de wetenschap is men dus de focus van het (atoom)deeltje gaan verleggen naar een energie, kracht of lading van de oerstof. Men gaat ervan uit dat op zeer kleine schaal zowel een deeltje als een golffunctie waargenomen kunnen worden en dat beide in elkaar kunnen overgaan, zodat de ware aard van de oerstof wetenschappelijk nog steeds niet duidelijk is.
Inmiddels zijn er theorieën over een zogenaamd verenigd veld, een onderliggend substraat dat alle materie en energie doordringt en bevat en grote overeenkomsten vertoont met een absoluut vacuüm, het niets. In dit verenigd veld kunnen alle mogelijke deeltjes opkomen en weer verdwijnen, aldus de kwantummechanica.
En hier kan men filosofisch nog een stap verder gaan door aan dit 'vacuüm' of 'niets' een bewuste of 'geestelijke dimensie' te geven, die meteen een significante uitleg of alternatief voor een oerstof of liever voor een 'oerprincipe' zou zijn .